# Донькина, Елена Николаевна
Елена Николаевна Донькина (род. 15 марта 1973) — российская легкоатлетка, специалистка по прыжкам в длину и тройным прыжкам. Выступала на профессиональном уровне в 1996—2004 годах, чемпионка России в тройном прыжке в помещении, победительница и призёрка первенств всероссийского значения, участница ряда крупных международных стартов, в том числе чемпионата мира в Афинах. Представляла Самарскую область. Мастер спорта России международного класса.

## Биография
Елена Донькина родилась 15 марта 1973 года.
Впервые заявила о себе в феврале 1996 года, года на зимнем чемпионате России в Москве в зачёте прыжков в длину стала седьмой. Также в этом сезоне выиграла серебряные медали на турнирах в Самаре и Москве.
В 1997 году на чемпионате России в Туле завоевала серебряные награды в прыжках в длину и тройных прыжках. Попав в основной состав российской сборной, удостоилась права защищать честь страны на чемпионате мира в Афинах — стартовала в обеих дисциплинах, но в финал не вышла ни в одной. Будучи студенткой, представляла страну на Всемирной Универсиаде в Катании, где в программе тройного прыжка стала четвёртой.
В 1998 году в тройном прыжке одержала победу на Мемориале Куца в Москве, взяла бронзу на чемпионате России в Москве. Принимала участие в чемпионате Европы в Будапеште — в финале показала результат 13,92 метра, расположившись в итоговом протоколе соревнований на восьмой строке.
В 1999 году стала бронзовой призёркой на международном турнире «Русская зима» в Москве, победила на зимнем чемпионате России в Москве, заняла восьмое место на чемпионате мира в помещении в Маэбаси. На летнем чемпионате России в Туле была восьмой.
На чемпионате России 2000 года в Туле показала в тройном прыжке седьмой результат.
В 2003 году на чемпионате России в Туле стала в той же дисциплине четвёртой.
В 2004 году выиграла серебряную медаль на всероссийских соревнованиях в Туле, победила на Мемориале Куца в Москве, стала пятой на чемпионате России в Туле и на этом завершила спортивную карьеру.
За выдающиеся спортивные достижения удостоена почётного звания «Мастер спорта России международного класса».
Впоследствии проявила себя на тренерском поприще, старший тренер — начальник спортивной команды ФАУ МО РФ ЦСКА по лёгкой атлетике. Подполковник Вооружённых сил РФ.

## Награды
- Юбилейная медаль «100 лет Центральному спортивному клубу Армии» (5 июля 2023)— за разумную инициативу, усердие и отличие по службе, добросовестное исполнение трудовых обязанностей[3].